# Erwin Chargaff
Erwin Chargaff (ur. 11 sierpnia 1905 w Czerniowcach, zm. 20 czerwca 2002 w Nowym Jorku) – austriacki biochemik, badacz DNA.
Urodził się w Czerniowcach w Księstwie Bukowiny. W latach 1923–1928 studiował chemię w Wiedniu, następnie dwa lata na Uniwersytecie Yale. Od roku 1930 pracował na Uniwersytecie Berlińskim, po czym w 1933 przeniósł się do Pasteur Institute w Paryżu. W 1935 wyemigrował do Nowego Jorku i został profesorem Uniwersytetu Columbia.
Jest autorem praw dotyczących zawartości zasad azotowych w DNA, nazwanych później regułami Chargaffa. Wykazał też, że kompozycja zasad DNA różni się między gatunkami, czyli stosunek (A+T)/(G+C) jest różny u różnych gatunków. Umocniło to hipotezę o DNA jako materiale genetycznym w komórkach.